# XHTML Friends Network
XHTML Friends Network (XFN) — микроформат для пометки социальных взаимоотношений.

## Применение
XFN чаще всего применяется на таких страницах как
- блогролл (список дружественных блогов)
- избранные ссылки (как, например, del.icio.us)
- страницы, где есть ссылки на сайты (или профили) знакомых автора

## Использование
Необходимо сообщить браузерам и поисковикам что страница поддерживает XFN. Для этого в теге <head> веб-страницы надо добавить атрибут profile:
<head profile="http://gmpg.org/xfn/11">
Для каждой гиперссылки на странице нужно добавить атрибут rel. Значений атрибута rel может быть несколько, в таком случае они перечисляются через пробел.
Пример:
<a href="http://tanya.example.org" rel="friend met colleague">...</a>

## Допустимые значения атрибута rel
| Категория         | Значения     | Комментарии                                                          |
| ----------------- | ------------ | -------------------------------------------------------------------- |
| Друзья            | friend       | друг                                                                 |
| Друзья            | acquaintance | знакомый                                                             |
| Друзья            | contact      | кто-либо, кого вы знаете как найти (обычно тоже знает как найти вас) |
| Лично встречались | met          | кто-либо, с кем вы встречались лично                                 |
| Работа / учёба    | co-worker    | кто-либо, работающий вместе с вами                                   |
| Работа / учёба    | colleague    | коллега (общие интересы)                                             |
| Географически     | co-resident  | кто-либо, живущий с вами на одной улице                              |
| Географически     | neighbor     | более широкое значение                                               |
| Семья             | child        | ребёнок (или подопечный)                                             |
| Семья             | parent       | родитель (или опекун)                                                |
| Семья             | sibling      | брат / сестра                                                        |
| Семья             | spouse       | супруг / супруга                                                     |
| Семья             | kin          | родственник                                                          |
| Романтика         | muse         | кто-либо, вдохновляющий вас                                          |
| Романтика         | crush        | кто-либо, к кому вы испытываете страстное увлечение                  |
| Романтика         | date         | кто-либо, с кем вы встречаетесь                                      |
| Романтика         | sweetheart   | возлюбленная / возлюбленный                                          |
| Вы                | me           | ваш альтернативный веб-адрес                                         |

Значения атрибута можно либо вводить вручную, либо воспользоваться программой XFN Creator